# 北条氏勝
北条 氏勝（ほうじょう うじかつ）は、後北条氏の一族。江戸時代初期の大名。下総国岩富藩初代藩主。北条氏繁の次男。北条綱成の孫で、北条氏舜の弟に当たる。

## 経歴
発給文書による初見は天正10年（1582年）5月に出された「氏勝」と署名されたもので、この頃に兄・氏舜の死により家督を継承したとみられる。翌天正11年（1583年）の文書からは玉縄北条家代々の官途名である「左衛門大夫」を名乗っている。
天正10年、伊豆大平新城の守備につき、武田方の戸倉城攻略に参加する。同年6月の本能寺の変後に甲斐・信濃の領有を巡って後北条家が徳川家康と争った際には、同族の北条氏忠と共に御坂峠に進出したが、黒駒での合戦で家康の家臣鳥居元忠・三宅康貞らの軍勢に敗れている（天正壬午の乱）。天正12年（1584年)には上野厩橋城に入り、4月の下野皆川城や太平山城での合戦に出陣した。天正14年（1586年）にも下野に出陣している。
天正18年（1590年）、豊臣秀吉の小田原征伐が始まると伊豆山中城に籠もって戦ったが豊臣軍の猛攻の前に落城する。落城を前に氏勝は自害を図るが家臣の朝倉景澄に制止され、弟の直重・繁広の言に従って城を脱出、本拠である相模玉縄城へ戻り籠城する。その後、玉縄城は家康に包囲されるが戦闘らしい戦闘は行われず、家康の家臣・松下三郎左衛門とその一族で氏勝の師事する玉縄城下の龍寶寺住職からの説得により、同年4月21日に降伏した。以後、氏勝は下総方面の豊臣勢の案内役を務めて北条方諸城の無血開城の説得に尽力した。秀吉も同日に出された在京の真木島昭光宛ての書簡で氏勝の降伏を許可した件に触れて、前将軍足利義昭に対して豊臣方が優勢であることの言伝を依頼している。
以後、家康に下総岩富1万石を与えられて家臣となり領内検地などの基盤整備を進める一方、関ヶ原の戦いなどで功績を重ね徳川秀忠からの信頼も厚かった。慶長16年（1611年）死去、享年53。家督は養子の氏重が継いだ。一説には弟の繁広を嫌った重臣・堀内氏が家康の外甥にあたる氏重を養子に迎えたとも伝わる（『寛政重修諸家譜』）。